# Xylaria

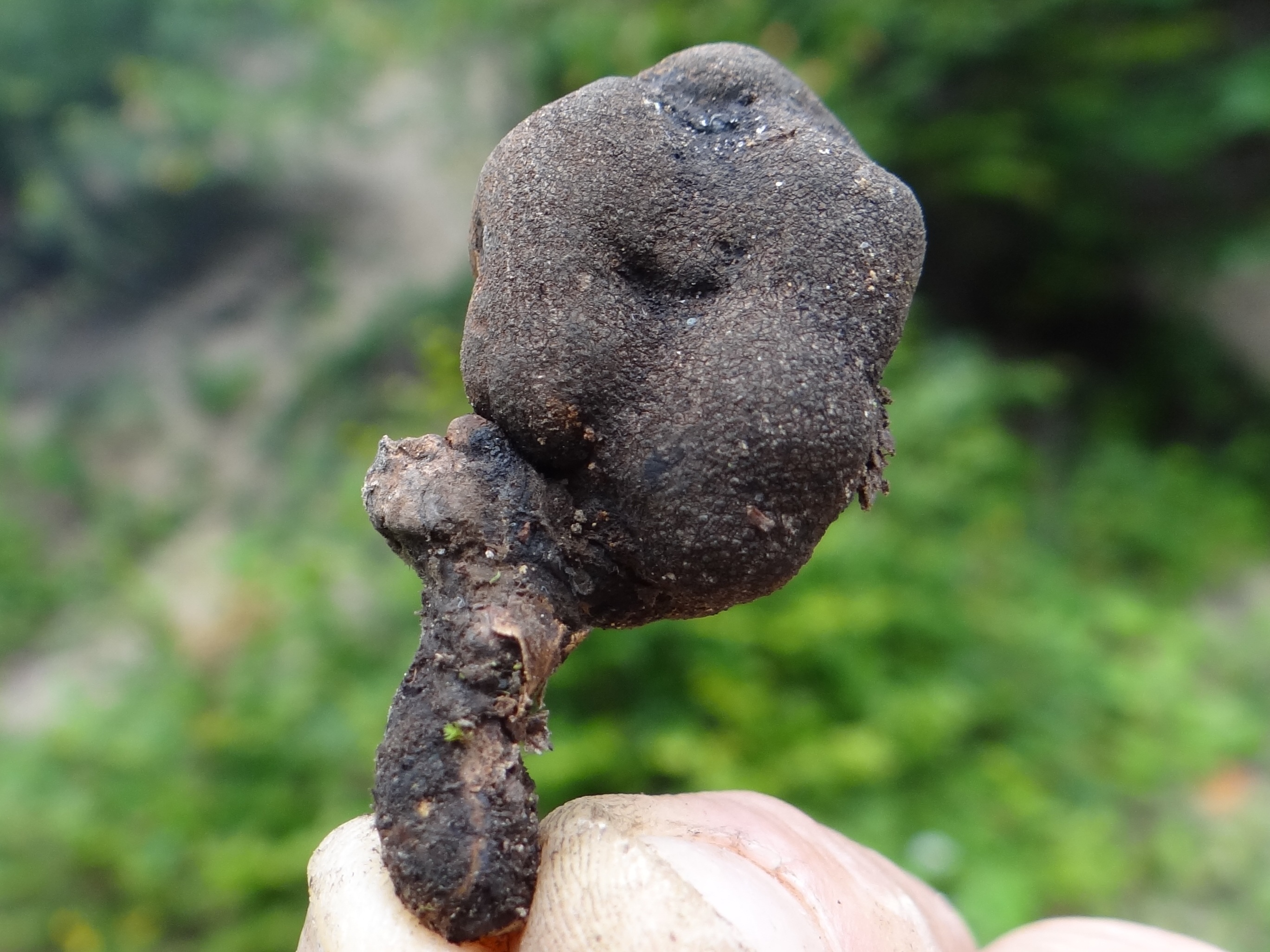
Próchnilec maczugowaty

Xylaria Hill ex Schrank (próchnilec) – rodzaj grzybów z rodziny próchnilcowatych (Xylariaceae).

## Charakterystyka
Grzyby saprotroficzne rozkładające drewno i resztki roślinne, o niewielkich askokarpach, które w miarę dojrzewania stają się czarne i twarde. Perytecja wolne lub zagłębione w twardej podkładce. Podkładka czarna, o maczugowatym lub krzaczkowatym kształcie. Ich worki osadzone są w wąskich otworach perytecjów, dzięki czemu mogą wystrzeliwać zarodniki. Zarodniki te (są to balistospory) rozprzestrzeniane są przez prądy powietrza.
Tworzą zarówno morfy płciowe zwane teleomorfami, jak i morfy bezpłciowe, zwane anamorfami. Anamorfy wytwarzające konidia powstają późną wiosną. Do oznaczania gatunków wykorzystywane są teleomorfy wytwarzające płciowe askospory latem i jesienią.

## Systematyka i nazewnictwo
Pozycja w klasyfikacji według Index Fungorum
Xylariaceae, Xylariales, Xylariomycetidae, Sordariomycetes, Pezizomycotina, Ascomycota, Fungi.
Taksonomia
Takson utworzyli John Hill i Franz von Paula Schrank w 1789 r. Synonimy:

- Acrosphaeria Corda 1842
- Arthroxylaria Seifert & W. Gams 2002
- Batistia Cif. 1958
- Carnostroma Lloyd 1919
- Coelorhopalon Overeem 1925
- Hypoxylon Adans. 1763
- Lichenagaricus P. Micheli 1729
- Moelleroclavus Henn. 1902
- Penzigia Sacc., in Saccardo & Paoletti 1888
- Porodiscella Viégas 1944
- Pseudoxylaria Boedijn 1959
- Sarcoxylon Cooke 1883
- Spirogramma Ferd. & Winge 1909
- Xylariodiscus Henn. 1899
- Xylocoremium J.D. Rogers 1984
- Xylosphaera Dumort. 1822

Gatunki występujące w Polsce
- Xylaria arbuscula Sacc. 1878
- Xylaria carpophila (Pers.) Fr. 1849 – próchnilec owocolubny
- Xylaria corniformis (Fr.) Fr. 1849
- Xylaria digitata (L.) Grev. 1825
- Xylaria filiformis (Alb. & Schwein.) Fr. 1849 – próchnilec nitkowaty
- Xylaria hypoxylon (L.) Grev. 1824 – próchnilec gałęzisty
- Xylaria longipes Nitschke 1867 – próchnilec długotrzonkowy
- Xylaria oxyacanthae Tul. & C. Tul. 1863 – próchnilec głogowy
- Xylaria polonica Błoński 1889
- Xylaria polymorpha (Pers.) Grev. 1824 – próchnilec maczugowaty

Nazwy naukowe na podstawie Index Fungorum. Wykaz gatunków i nazwy polskie według Gumińskiej i Wojewody oraz innych źródeł.